# Gymnogyps varonai
Gymnogyps varonai, a volte chiamato con il nome comune condor di Cuba, è una specie estinta del genere Gymnogyps, un avvoltoio del Nuovo Mondo appartenente alla famiglia Cathartidae. G. varonai è imparentato con il condor della California (G. californianus), l'unica specie vivente del genere, e l'estinto G. kofordi, da cui potrebbe essersi evoluto. La specie è conosciuta esclusivamente da fossili ritrovati in depositi di catrame risalenti dal Pleistocene superiore fino all'Olocene inferiore, a Cuba. G. varonai potrebbe essersi nutrito delle carcasse dei grandi mammiferi che abitavano l'isola, come i bradipi terricoli.

## Descrizione
Nel complesso, i fossili di G. varonai mostrano un uccello dalla corporatura robusta e dimensioni complessivamente maggiori rispetto al condor della California e a G. kofordi. Il cranio MPSG21 ha una larghezza di 43,2 millimetri e un'altezza di 38,8 millimetri, e il femore è lungo circa 141 millimetri. La struttura del cranio mostra degli aumenti delle aree di attacco muscolare e suggerisce dimensioni vertebrali maggiori. Il becco è più robusto che in altre specie del genere e la posizione della cresta nucale è più in avanti sul cranio. Si pensa che questi adattamenti siano il risultato della dieta dell'animale. L'estinta megafauna di Cuba era composta principalmente da diversi generi di bradipi terrestri, come Megalocnus, Acratocnus e Parocnus, insieme a grandi tartarughe e roditori. È stato suggerito che le pelli dure e le corazze di questi animali abbiano favorito un irrobustimento complessivo di G. varonai, che si sarebbe nutrito quotidianamente di questi animali.

## Storia e classificazione
La specie è nota da almeno sei esemplari fossili frammentari conservati nel Museo Nacional de Historia Natural di L'Avana, Cuba, e comprendono una premascella, coracoide e l'estremità basale di un radio. Gli esemplari sono stati raccolti dal deposito di catrame di Las Breas de San Felipe, San Filipe II, che si trova a 5,5 chilometri a ovest di Martí, Cuba. Sulla base della geologia dei siti, è stato stimato che questi depositi risalgano al Quaternario. Inoltre, la presenza di molluschi, studiati nel 1935, e semi, studiati nel 1940, hanno permesso di datare questi depositi ad un'età pleistocenica. I fossili furono studiati per la prima volta dal paleontologo quaternario cubano Oscar Arredondo che descrisse la specie e la collocò in un nuovo genere Antillovultur, come Antillovultur varonai. L'assegnazione al nuovo genere venne successivamente messa in dubbio da altri paleontologi, con Storrs L. Olson, nel 1978, suggerendo che l'animale fosse invece un membro del genere Gymnogyps. I fossili sono stati completamente ridescritti nel 2003 da William Suárez e Steven Emslie, i quali hanno concluso che la specie apparteneva al genere Gymnogyps sinonimizzando Antillovultur, con il risultato che la specie è ora nota come Gymnogyps varonai.